# هيتوشي أشيدا
هيتوشي أشيدا (باليابانية: 芦田 均 أشيدا هيتوشي ) (15 نوفمبر 1887 - 20 يونيو 1959) كان سياسي ياباني شغل منصب رئيس الوزراء الياباني السابع والأربعين.

## روابط خارجية
- هيتوشي أشيدا على موقع مونزينجر (الألمانية)